# 眼瞼筋
眼瞼筋（がんけんきん）は頭部の浅頭筋のうち、眼窩周囲にかけての筋肉の総称。筋肉の一方が皮膚で終わっている皮筋である。
人間の眼瞼筋は、眼輪筋、皺眉筋の2つの筋肉によって構成される。